# يوسف كوبزون
يوسف دافيدوفيتش كوبزون (11 سبتمبر 1937 - 30 أغسطس 2018) (بالروسية: Ио́сиф Давы́дович Кобзо́н) مغني روسي من أصل يهودي، حامل لقب فنان الشعب في الاتحاد السوفيتي.

## مسيرته
ولد كوبزون لأبوين يهوديين في بلدة تشاسيف يار، في منطقة دونباس في أوكرانيا.
تميز بحبه للغناء منذ الطفولة. وفي سن التاسعة غنى في الكرملين أمام ستالين ونال إعجابه الشديد.
مارس كوزبون السياسة، وكان من أعضاء مجلس الدوما، وترأس صناديق خيرية لمساعدة عائلات عناصر الشرطة والجيش، الذين قتلوا خلال أداء الواجب في روسيا الحديثة. نال كوبزون العديد من الأوسمة والميداليات والألقاب الرفيعة في الاتحاد السوفيتي وروسيا.

## روابط خارجية
- يوسف كوبزون على موقع IMDb (الإنجليزية)
- يوسف كوبزون على موقع ميوزك برينز (الإنجليزية)
- يوسف كوبزون على موقع ديسكوغز (الإنجليزية)
- يوسف كوبزون على موقع قاعدة بيانات الفيلم (الإنجليزية)
- يوسف كوبزون على موقع كينوبويسك (الروسية)